# Bertram Denzel
Bertram Denzel (* 1969 in Freiburg im Breisgau) ist ein deutscher Komponist.

## Biografie
Bertram Denzel wuchs unter anderem in Frankreich und Spanien auf. Seit 1988 lebt er in Berlin, wo er als DJ, Musiker mehrerer Bands und Komponist tätig ist. Nachdem er in den 1990er Jahren die Musik zu mehreren Kurzfilmen schrieb, debütierte er im Jahr 2000 mit der Musik zu Paul Is Dead mit einem Langspielfilm. Seitdem war er unter anderem für die Musik von Ein spätes Mädchen, Verhältnisse, Sechzehneichen und einigen Tatorten verantwortlich.
Parallel dazu arbeitete Denzel auch an unterschiedlichen Musikprojekten mit. So bildet er mit Erik Huhn zusammen seit 1999 Mitglied das Elektronikduo Denzel + Huhn. Er zeigte sich auch für die Tierstimmeninstallation des im Jahr 2003 eröffneten Wüstenhauses des Tiergarten Schönbrunn (Wien) verantwortlich. Mit der Schriftstellerin Tanja Dückers veröffentlichte er im Jahr 2004 das Konzeptalbum Mehrsprachige Tomaten. Mit Denzel + Huhn veröffentlichte er bisher 4 Alben.

## Filmografie (Auswahl)
- 1996: Abendbrot
- 2000: Paul Is Dead
- 2007: Ein spätes Mädchen
- 2008: Sklaven und Herren
- 2008: Tatort: Der tote Chinese
- 2010: Tatort: Wie einst Lilly
- 2010: Verhältnisse
- 2012: Polizeiruf 110: Fieber
- 2012: Sechzehneichen
- 2015: Tatort: Wer bin ich?
- 2016: Tatort – Wendehammer
- 2016: Mordkommission Istanbul (Fernsehserie, 2 Folgen)
- 2020: Tatort: Die Ferien des Monsieur Murot
- 2024: Tatort: Murot und das 1000-jährige Reich